# Paralcyoniidae
Die Paralcyoniidae sind eine Familie der Achtstrahligen Korallen (Octocorallia), die weltweit in flachen und mäßig tiefen Meeresregionen vorkommt.

## Merkmale
Wie fast alle Oktokorallen bilden die Arten der Familie Paralcyoniidae Kolonien, die aus vielen Einzelpolypen mit jeweils acht Tentakeln bestehen. Die Kolonien besitzen einen zylindrischen polypenlosen Stiel und darauf ein fingerförmiges oder verzweigtes Polyparium (polypentragender Abschnitt), das vollständig eingezogen werden kann. Eine zentrale Skelettachse fehlt. Die Polypen sind monomorph. Ihre Sklerite haben die Form von Blutplättchen, Stäbchen oder Spindeln und sind manchmal gebündelt angeordnet. Die Sklerite des Stiels besitzen in der Regel die Form langer Spindeln. Die Arten der Familie leben nicht mit Zooxanthellen in einer Endosymbiose und sind ausschließlich auf planktonische Nahrung angewiesen.

## Gattungen
Zur Familie Paralcyoniidae gehören sechs Gattungen:
- Ceeceenus van Ofwegen & Benayahu, 2006
- Dimorphophyton Williams, 2000
- Maasella Poche, 1914
- Nanalcyon Imahara, 2013
- Paralcyonium Milne Edwards & Haime, 1850
- Studeriotes Thomson & Simpson, 1909